# Dave Needle
David Lewis Needle (New York, 1947. december 17. – Alameda, Kalifornia, 2016. február 20.) amerikai hardvertervező mérnök, aki kulcsfigurája, vezető társtervezője volt a "Lorraine" munkanéven futott projekt nyomán megalkotott Amiga 1000 személyi számítógépnek, Jay Miner, R.J. Mical és Dave Morse mellett. Egyike volt az Amiga "custom" chipjei tervező-fejlesztőinek. Később - Mical és Morse mellett - részt vett az Atari Lynx, illetve a 3DO Interactive Multiplayer videójáték-konzol kifejlesztésében is.

## Élete
Dave 1974-ben költözött a kaliforniai Alamedába, ahol rátalált Margóra, élete párjára. A haditengerészethez tartozó légikikötőben kezdett dolgozni mérnökként. Programokat írt a reptér számára az átrepülések nyomon követésére.
Ezután a Tandemnek és az Apple-nek is dolgozott, de igazán videójáték-fejlesztőként csillogtatta meg tehetségét. Közreműködött számos hardverplatform sikerében, így pl. az Amigáéban, az Atari Lynx-ében és a 3DO játékkonzoljáéban. Feltalálóként számos szabadalmat jegyzett.

## Halála
Dave Needle 2016. február 20-án hunyt el. Két bátyja: Jeff és Mark Needle, lánya: Gina Needle, mostohahúgai, mostohafivére és rengeteg barátja gyászolta, köztük R.J. Mical.